# Pueblo esloveno
Los eslovenos (en esloveno: Slovenci) son una rama de los eslavos del sur. Los eslovenos viven principalmente en Eslovenia, aunque también en otros países, como Austria, Hungría, Croacia, Italia y Serbia, donde conforman una importante minoría étnica. 
Su principal grupo étnico está conformado por personas de la región histórica de las tierras eslovenas, como son las tierras del norte de Austria, las tierras italianas de Trieste y del Adriático, también por las tierras de habla friulana del oeste, de habla húngara en el noreste y de las tierras de habla croata al sur y sureste. De igual forma, sus emigrantes viven principalmente en otras naciones europeas, así como en los Estados Unidos, Canadá, Argentina y Australia.
Su idioma es el esloveno, una de las lenguas de la rama eslava meridional de significativas similitudes con los idiomas eslavos occidentales.

## Población

### Población de Eslovenia
Muchos de los eslovenos residen en la República de Eslovenia (2,007,711 estimado en el 2008). En el censo nacional de 2002, 1 631 363 personas se declaraban étnicamente a sí mismos como eslovenos, y 1 723 434 individuos reclamaban al esloveno como su lengua materna.

### Población en el exterior
La minoría eslovena en Italia está estimada entre 83 000 hasta 100 000 personas. En la región sureña de Austria son alrededor de 24,855 ciudadanos. En Croacia llegan hasta los 13 200 y en Hungría, hasta los 3 180 ciudadanos. La diáspora eslovena más significativa se encuentra en los Estados Unidos, en Canadá, en otras naciones europeas, y en menor grado pero con una cantidad destacable, en Argentina y Australia. La mayor concentración de población de eslovenos fuera de Eslovenia se encuentra en Cleveland, Estados Unidos.

## Historia medieval y moderna

### Primeros eslavos alpinos
En el siglo VI, los eslavos comenzarían a poblar las regiones entre los Alpes y el mar Adriático en dos olas de migraciones consecutivas: la primera tuvo ocasión en el año de 550 y provenía de las tierras de Moravia; mientras que la segunda ola procedía del sureste y tuvo lugar tras la retirada de los lombardos hacia Italia en 568.
De 623 a 658, los pueblos eslavos entre el Elba superior y la cordillera de Karavanke. Se unificaron mediante el liderazgo del rey Samo, en lo que entonces sería conocida como la Unión tribal de Samo. Esta unión colapsó tras la muerte del rey, pero un pequeño principado eslavo, Carantania (en esloveno: Karantanija), sobrevivió, en lo que hoy día se conoce como la parte central de Carintia.

### Eslavos alpinos durante el Imperio franco
Dada la peligrosa presencia de las tribus ávaras panónicas provenientes del este, los carantanios aceptaron la unión con los bávaros en 745 y posteriormente reconocieron el mandato franco y aceptaron el cristianismo en el siglo VIII. Las últimas formaciones de un estado eslavo en la región, en la figura del principado del príncipe Kocelj, perdería su independencia en 874. El territorio étnico esloveno subsecuentemente se contrajo debido a la presión de los alemanes del oeste y a la llegada de los húngaros a la altiplanicie de Panonia, y se estabilizaría en su forma actual en el siglo XV.

### ElsigloXVI: protestantismo, reforma y consolidación de la lengua
Las primeras menciones de una identidad étnica eslovena común, que transcendió hasta las fronteras regionales, data del siglo XVI, cuando la predicación protestante llegó a las tierras eslovenas.
Durante este periodo, el primer libro publicado en esloveno fue escrito por el predicador protestante Primož Trubar y sus seguidores, quienes establecieron la base para el desarrollo de un idioma esloveno estándar. En la segunda mitad del siglo XVI, se imprimieron numerosos libros en esloveno, incluyendo una traducción integral de la Biblia hecha por Jurij Dalmatin.
A inicios del siglo XVII, el protestantismo sería suprimido por la Contrarreforma religiosa apoyada por los Habsburgo, que introdujo el neobarroco tanto a nivel cultural como religioso.

### ElsigloXVIII: el reinado de María Teresa y José II
La Ilustración en las monarquías regidas por los Habsburgo trajo un progreso en el caso del pueblo esloveno, significativamente fuerte en las áreas social y cultural, apuntalando el posterior desarrollo económico y facilitando la aparición de una clase media.
Bajo el reinado de María Teresa y del emperador José II (1765–1790) se emprendieron muchas reformas en la administración y en la sociedad, incluidas la reforma agraria, la modernización de la iglesia y la imposición de la educación primaria como obligatoria en Eslovenia (1774). El inicio de varias actividades culturales y lingüísticas por parte de los intelectuales eslovenos del momento le llevaron al resurgir de la identidad eslovena y al sentido de una nación moderna en todo el sentido de la palabra.
Después de las guerras napoleónicas, aparecieron algunos libros de literatura secular en esloveno. Durante el mismo periodo, se escribió el primer tratado sobre las tierras eslovenas como una entidad étnica siendo su autor Anton Tomaž Linhart, mientras Jernej Kopitar compilaba el primer tratado comprensivo de gramática del esloveno.

### Los eslovenos bajo Napoleón (1809–1813)
Entre 1809 y 1813, Eslovenia fue una parte de las Provincias Ilirias, una provincia autónoma del Imperio napoleónico, con Ljubljana como su capital. Aunque duró poco el mandato de los franceses como norma, este contribuyó significativamente al surgimiento del nacionalismo como conciencia y movimiento político. Tras la derrota de Napoleón, todas las tierras eslovenas se incluyeron una vez más en el Imperio austríaco, desarrollándose gradualmente una conciencia nacional distintiva y generalizándose la búsqueda de una unificación política de todos los eslovenos.
Entre los años 1820 y 1840, creció enormemente el interés en el idioma, cultura y folklore eslovenos, con numerosos filólogos dando los primeros pasos hacia la estandarización del idioma. El Movimiento Ilirio, un movimiento de ideales paneslávicos y austroeslávicos, ganó importancia. Sin embargo, serían influyentes el círculo intelectual cercano al filólogo Matija Čop y al poeta romántico France Prešeren en el nuevo ideal de una nación propia para los eslovenos, tanto lingüística como culturalmente independiente en sus ideas, rehusando la idea de fusionar a los eslovenos en una nación eslava más amplia.

### La década de 1840: el primer programa nacional político esloveno

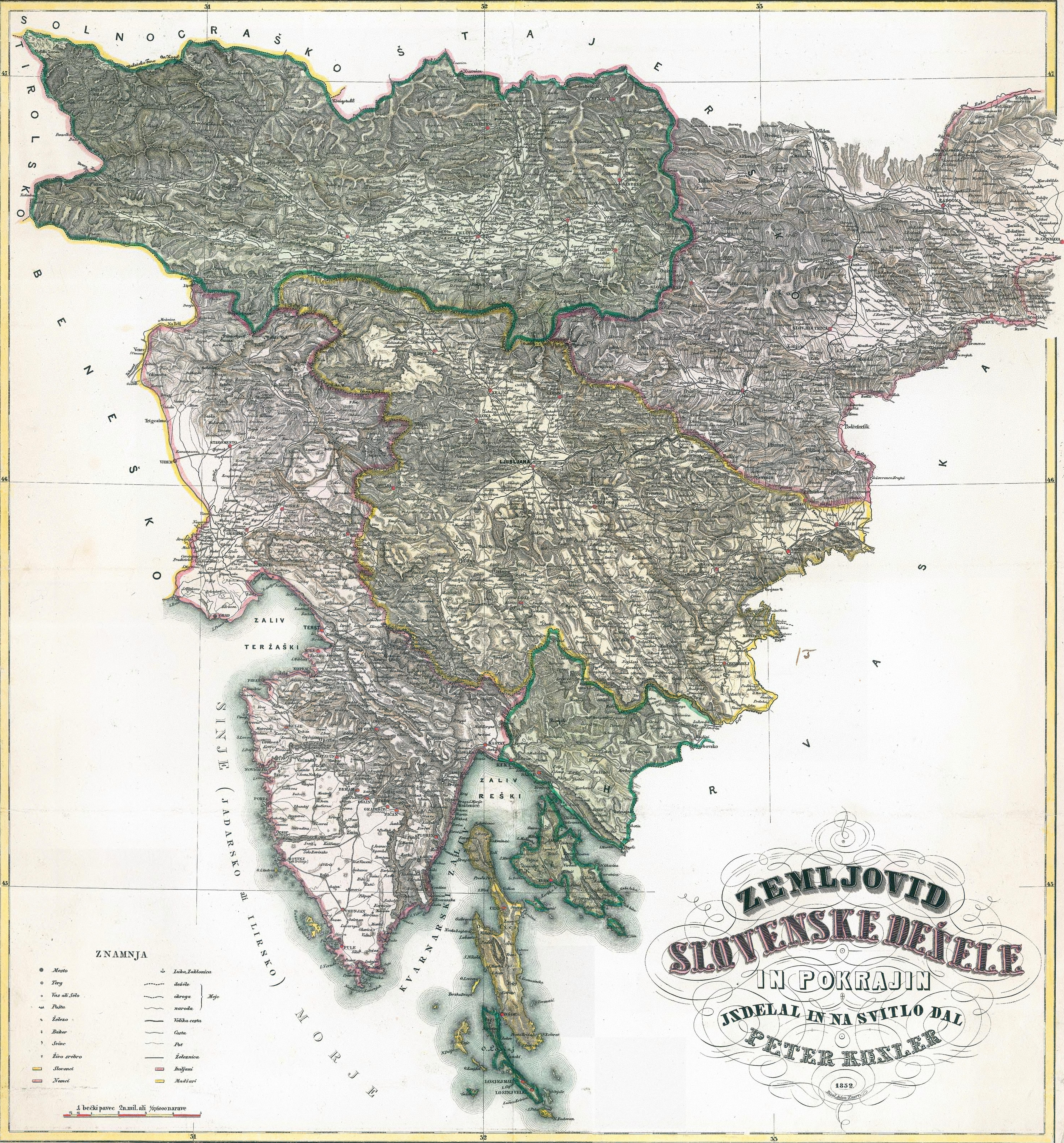
Mapa de los territorios eslovenos, obra de Peter Kozler y diseñado durante la las revoluciones nacionales de 1848, se convirtió en el símbolo de la búsqueda por la Unidad eslovena.

En la década de 1840, el movimiento nacional esloveno se desarrolló más allá de la expresión literaria. En 1848, se publicó en el contexto de las revoluciones nacionales dentro del Imperio austríaco, el primer manifiesto sobre un movimiento nacional político de Eslovenia, conocido como Eslovenia Unida (Zedinjena Slovenija). Este demandaba la unificación de todos los territorios esloveno-parlantes en un reino autónomo, llamado Slovenija, donde el imperio le diera el estatus de lengua oficial al esloveno.
Cuando el proyecto falló, este no se dejó de lado y sirvió como una importante plataforma de la política eslovena durante las décadas siguientes, particularmente en las décadas de 1860 y 1870 cuando se organizaron los mítines masivos eslovenos, llamados tabori.
El conflicto surgido posteriormente entre nacionalistas eslovenos y nacionalistas alemanes se agrandó. En 1866, algunos eslovenos migraron a Italia, y otros se mantuvieron en la parte húngara del Imperio de Austria-Hungría. Esto afectó significativamente el proyecto de nación y llevó a la posterior radicalización del movimiento nacionalista esloveno.
En la década de 1890, se establecieron los primeros partidos políticos eslovenos. Todos eran fieles a Austria, pero ya tenían la idea común de la lucha por una causa común: un estado netamente eslavo en el sur de los Balcanes.

### Emigración
Entre 1880 y el inicio de la Primera Guerra Mundial, gran cantidad de eslovenos emigraron tanto América como a otros lugares de Europa. Muchos de estos emigrarían entre los años 1905 y 1913, pero el número exacto de los mismos es imposible de determinar, ya que la mayoría de los eslovenos fueron erróneamente clasificados como austríacos, italianos, croatas, o con diferentes designaciones, muchos fueron clasificados en Estados Unidos como eslavónicos o meramente como eslavos.

#### En Norteamérica
A aquellos que se asentaron tras su llegada en Pensilvania los llamaron Wéndicos por provenir de la denominación germano-austríaca "Windisch", derivada de "Wendios". El mayor de los grupos de eslovenos se asentarían en Cleveland, Ohio, y su área urbana.
La segunda mayor comunidad se asentó en la ciudad de Chicago, principalmente en la zona de Lower West Side. La Unión Católica Estadounidense-eslovena (en esloveno, Ameriško-slovenska katoliška enota) fue fundada como una organización para la protección de las comunidades esloveno-estadounidenses y sus derechos en la ciudad de Joliet, Illinois, a 64 kilómetros (40 mi) al sureste de Chicago, y en Cleveland. Hoy día existen delegaciones de la KSKJ aún en todos los Estados Unidos y ofrecen pólizas de seguros de vida y otros tipos de servicios a los esloveno-estadounidenses. Librepensadores huidos de la represión fueron albergados cerca de la decimoctava y la avenida Racine en Chicago, donde posteriormente fundarían la Mutua Eslovena. 
Otros inmigrantes eslovenos se radicarían al suroccidente de Pensilvania, y en el estado de Virginia Occidental para trabajar en las minas de carbón, además de como leñadores y en la industria maderera. Algunos eslovenos también se establecieron en Pittsburgh o en Youngstown, como empleados en las acererías, así como en la región del Iron Range de Minnesota, para trabajar en las minas de hierro. Muchos otros se establecieron en Rock Springs, Wyoming, también como obreros en las minas de carbón que eran parte de las operaciones de la Union Pacific Railway.

#### En Suramérica
Argentina, Brasil y Uruguay fueron los principales destinos de inmigrantes eslovenos en América del Sur. La gran mayoría de esta migración no puede conocerse con exactitud, ya que en el periodo de su establecimiento, llegaron a la región con pasaportes austrohúngaros, austríacos, y yugoslavos. Su mayor componente eran eslovenos de Prekmurje y eslovenos húngaros. 

## Los eslovenos en la primera mitad delsigloXX

### La gran guerra
Se sabe que al menos hubo unas 30 000 muertes entre los combatientes eslovenos durante la Primera Guerra Mundial, ya que entonces y ahora habitan el territorio donde el Ejército italiano tuvo su frente en el Isonzo, y que, para la época; era parte del imperio central de Austria-Hungría.
Mientras que muchos de los que perecieron se habían enrolado al ejército austrohúngaro como combatientes, para los civiles y, en especial; para los civiles eslovenos de las regiones de Gorizia y Gradisca tuvieron dichos combates graves consecuencias, ya que cientos de miles sufrieron y fueron víctimas de vejámenes al ser realojados en los campamentos de refugiados, en los que, fueron tratados los eslovenos como enemigos del estado por los italianos, y allí miles de ellos morirían, además de otras enfermedades, de desnutrición y abandono.

### Italianización fascista de la costa eslovena
Tras el final de la Primera Guerra Mundial, la mayoría de los eslovenos se unieron a los otros pueblos eslavos en el Estado de los eslovenos, croatas y serbios, lo que se transformaría luego en el Reino de los serbios, croatas y eslovenos, y finalmente en el Reino de Yugoslavia. En el nuevo sistema de banovinas (desde 1929), los eslovenos fueron la mayoría en la banovina del Drava.
En el área cedida por el antiguo Imperio austríaco a Italia en cambio por su participación en la Gran Guerra junto a Gran Bretaña , la italianización fascista de los eslovenos en Italia no tuvo oposición en el ámbito internacional, especialmente tras el ascenso de Benito Mussolini al poder en 1922. Al mismo tiempo, durante el periodo de la ocupación italiana (entre los años 1918-1920), todas las asociaciones culturales eslovenas (Sokol, p. ej.) fueron prohibidas y declaradas ilegales. La Italia fascista envió profesores italianos del sur de Italia con el objetivo concreto de italianizar las regiones habitadas por los eslovenos étnicos y a las minorías croatas, mientras que exiliaban a los profesores eslovenos y croatas de literatura, lengua, así como poetas, escritores, artistas y clérigos a Cerdeña o a otros lugares del sur de Italia.
En 1926, según el programa de italianización, con la vuelta a sus "nombres reales", el gobierno fascista de Italia anunció que la italianización de los nombres o apodos de los ciudadanos no sólo se aplicaría a la minoría eslovena, sino también a las minorías croata y alemana. Algunos eslovenos sometidos aceptaron de mala gana la italianización, y sólo con tal de no ser considerados ciudadanos de segunda, lo que les privaría de su promoción social. A mediados de los 30, cerca de 70 000 eslovenos habían abandonado la región, y emigrado mayoritariamente a Yugoslavia y a Suramérica.[cita requerida]
En las regiones bilingües de Carintia decidieron en 1920 convocar a un referéndum sobre si la región de Carintia debía permanecer en Austria. Algunos voluntarios eslovenos participaron en varios contingentes de voluntarios yugoslavos en la guerra civil española y en la segunda guerra ítalo-etíope.

### Segunda Guerra Mundial: Eslovenia en la guerra

Durante la II Guerra Mundial, los Gobiernos de Alemania y Reino de Hungría ocuparon las zonas del norte (marcadas en marrón y naranja, respectivamente), mientras que la Italia fascista obtuvo la zona en verde claro incluida la comarca de Gottschee. En verde más oscuro aparecen las tierras conseguidas por Italia en el Tratado de Rapallo de 1920. Después de 1943, los alemanes se apoderaron de los territorios italianos en Eslovenia y ocuparon la Italia septentrional.

Los eslovenos estuvieron en una situación única durante la Segunda Guerra Mundial. Mientras Grecia estaba empezando su triste experiencia de ser invadida, Eslovenia fue una de las zonas europeas que experimentó más rápidamente la absorción de sus territorios por parte de la Alemania nazi y de sus países satélites, tales como Italia y Hungría. Tras la invasión de Yugoslavia por los países del Eje el 6 de abril de 1941, Alemania y Hungría ocuparon el norte de Eslovenia. Algunos pueblos de la Baja Carniola fueron anexados por el Estado títere de Croacia, recién independizado.
Los nazis emprendieron una violentísima política de germanización. Durante la guerra, decenas de miles de eslovenos fueron reasentados o expulsados, presos o deportados a colonias penales, retenidos en campos y hasta enviados a campos de exterminio. Exiliaron a muchos a la Serbia de Nedić y a Croacia. La cifra de los eslovenos reclutados en los ejércitos alemanes y sus unidades paramilitares se calcula en ciento cincuenta mil; al menos la cuarta parte participó en los diferentes frentes europeos, principalmente en el oriental.[cita requerida]
Comparada con las medidas alemanas en el septentrión esloveno y con la italianización fascista aplicada en el antiguo Litoral austríaco —obtenido por Italia tras la Primera Guerra Mundial—, las implantadas al comienzo por los italianos en la Eslovenia central no fueron violentas. Centenares de miles de eslovenos de las regiones de la Baja Estiria y de la Alta Carniola, ocupadas por Alemania, huyeron a la provincia de Liubliana entre abril y junio de 1941.
No obstante, tras el estallido de la insurrección en esta provincia, la represión italiana de la población civil alcanzó pronto los niveles de la alemana. Los italianos deportaron a veinticinco mil habitantes de la provincia —lo que representaba el 7,5 % de su población— en una de las más drásticas operaciones de este tipo abordadas en Europa; los deportados llenaron muchos de los mayores campos de concentración de Italia, como el de Rab, Gonars, Monigo (Treviso), Renicci d'Anghiari y Chiesanuova, entre otros. Para sofocar la naciente resistencia de los partisanos eslovenos, Mario Roatta adoptó una serie de medidas draconianas, como las ejecuciones sumarias, la toma de rehenes, las represalias, el cautiverio y hasta la quema de villas y ciudades enteras. El «manifiesto 3C», una especie declaración de guerra a los civiles, le hizo culpable de crímenes de guerra.

## Los eslovenos en la Yugoslavia comunista

La República Socialista de Eslovenia dentro de la República Socialista Federal de Yugoslavia.

Escudo de armas de la República Socialista de Eslovenia.

### Inicio de la resistencia comunista eslovena
Para el verano de 1941, un movimiento resistente, encabezado por el Frente de Liberación de Eslovenia, emergió tanto en la zona de ocupación italiana como en la alemana. Dicha resistencia, pluralista al principio, sería gradualmente tomada por el partido comunista de Eslovenia, así como en el resto de la Yugoslavia ocupada. Al contrario de otras partes de Yugoslavia, en donde la vida política de los territorios liberados la organizaban ellos mismos y los militares, estaba en manos de los partisanos eslovenos quienes se subordinaban a la autoridad política y civil del frente.
En el verano de 1942, estalló una guerra civil entre los propios eslovenos. Las dos facciones enfrentadas eran los partisanos eslovenos y la Milicia Anticomunista Voluntaria (MVAC), posteriormente reorganizada bajo el mando de los nazis como la Guardia Civil de Eslovenia. Posteriormente, también existieron pequeñas unidades Chetniks y combatieron a los partisanos en la Baja Carniola y en Estiria. Los Partisanos estuvieron bajo el mando del Frente de Liberación (OF) y de la resistencia dirigida por Tito, mientras que la Liga de los Eslovenos por convivencia sirvió como el brazo político de la milicia anticomunista.[cita requerida] La guerra civil estaría restringida mayormente a la provincia de Liubliana, donde actuaban más del 80 % de las unidades partisanas eslovenas.
Entre 1943 y 1945, existieron pequeñas milicias anticomunistas en diferentes partes del Litoral y la Alta Carniola, pero no eran patentes en el resto del país. Para 1945, el número total de unidades anticomunistas eslovenas alcanzaron un total de 17 500 miembros.
Al terminar la guerra, asesinaron a más de 12 000 miembros de la Guardia Civil de Eslovenia en la masacre de Kočevski Rog, también asesinaron a miles de civiles de varias organizaciones anticomunistas en el primer año tras el final de la guerra. Además de estos, cientos de italianos étnicos de la Marca Juliana también fueron asesinados sistemáticamente por el ejército partisano yugoslavo en represalia de las matanzas de las Foibe. Más de 27 000 italianos de Istria dejaron la parte de la Istria eslovena por la persecución política y militar comunista, en lo que se denominó como el éxodo de Istria. Fueron expulsados o abandonaron Eslovenia miembros de la minoría étnica alemana.
El total de víctimas en Eslovenia tras la guerra se estimó en al menos 97 000 muertes. En éste número se cuentan a más de 14 000 civiles, que fueron dados de baja o murieron por otras causas relacionadas con la guerra inmediatamente tras el fin de la misma, y la pequeña comunidad de judíos, fue exterminada casi por completo durante el Holocausto judío. Adicional a esto, miles de eslovenos dejaron su patria tan pronto se acabó la guerra, y muchos de ellos se trasladaron y reasentaron en Argentina, Canadá, Australia y en los Estados Unidos.

### El periodo estalinista
Yugoslavia adquirió ciertos territorios de Italia tras la Segunda Guerra Mundial, pero más de 100 000 eslovenos permanecieron en la cercanía de las fronteras italianas, notablemente en las zonas de Trieste y de Gorizia. Tras el restablecimiento de Yugoslavia al finalizar la Segunda Guerra Mundial, Eslovenia sería parte de la República Federal Socialista de Yugoslavia, declarada el 29 de noviembre de 1943. Mucho del territorio de Carintia permanecería como parte de Austria, con cerca de 42 000 eslovenos (para el censo de población de Yugoslavia de 1951 [cita requerida]) que fueron reconocidos como una minoría y gozan de derechos especiales bajo el tratado de independencia del nuevo Estado de Austria (Staatsvertrag) de 1955.
Los eslovenos en el estado austríaco de Estiria (4 250) no han sido reconocidos como minoría y no tienen protección ni estatus espacial alguno como los de Carintia, a pesar de lo suscrito en el tratado de 1955. El anterior gobernador, Jörg Haider, regularmente mostraba su documentación eslovena cuando descendía su popularidad, y de hecho se basó en fuertes actitudes anti-eslovenas en muchas partes de la provincia para incrementar su caudal electoral.[cita requerida] Muchos carantanios no la tuvieron fácil en sus protestas, apuntando como base de sus reclamaciones que las tropas yugoslavas y/o partisanas actuaron siempre y en ocasión de los conflictos que intervinieron como invasoras en los estados en las dos guerras mundiales.[cita requerida]
La disputa sobre la ciudad portuaria de Trieste empero se mantuvo, hasta 1954, mientras existió el territorio de Trieste, el que fuera dividido entre Italia y Yugoslavia posteriormente, dándole a Eslovenia acceso al mar Adriático superior. Ésta división sería ratificada en 1975 con el Tratado de Osimo, el cual le dio una solución definitiva a la cuestión legal de la disputa yugoslava/eslovena en su frontera occidental.
Entre 1945 y 1948, una serie de cambios políticos, así como actos de represión, tuvieron lugar en Yugoslavia. Miles de personas fueron detenidas y hechas prisioneras por su ideología y/o creencias políticas. Decenas de miles de sus nacionales dejaron Eslovenia inmediatamente tras la guerra por miedo a ser objeto de la persecución comunista, y muchos de ellos se exiliaron en la Argentina, donde se asentaría el núcleo de la resistencia eslovena anticomunista. En 1947, Italia cedió mucho del territorio de la anterior marca juliana a Yugoslavia, y así Eslovenia se le volvería a integrar una región costera.
A partir de los 50, la república socialista de Eslovenia gozó de una amplia autonomía con respecto de las otras entidades territoriales de Yugoslavia. Tras ello, se establecería un nuevo estado socialista, pero a causa de la ruptura soviético-yugoslava, las libertades económicas y personales fueron mayores que en cualquier otra nación del bloque comunista de naciones. Más de 50 000 personas abandonaron el país en la siguiente década, frecuentemente por razones económicas, así como políticas. Estas emigraciones eslovenas luego se radicarían en Canadá y en Australia, así como en otros países occidentales.

### Ruptura de Tito y Stalin y posterioridad
Tuvo lugar la ruptura en 1948. En los siguientes años a la misma, empeoraría la represión política, y se extendería a los comunistas acusados de ser estalinistas. Cientos de eslovenos fueron retenidos en el campo de concentración de la isla Goli, junto a personas de otras etnias yugoslavas. Entre los juicios que tuvieron lugar en Eslovenia en el periodo 1945-1950, el más importante fue el de Nagode contra ideólogos e intelectuales de la corriente democrática y los activistas de la izquierda liberal (1946), además del de Dachau (1947–1949), donde exreos de los campos de concentración de los nazis fueron acusados de colaboración con los nazis. Muchos de los clérigos de la Iglesia católica sufrieron de persecución ideológica y física, hasta de encarcelamiento. El caso del obispo de Liubliana, Anton Vovk, fue muy conocido en el exterior, ya que fue rociado con gasolina y luego incendiado en una de sus visitas a Novo Mesto en enero de 1952 por parte de radicales comunistas, y tuvo bastante repercusión en la prensa occidental. Entre 1949 y 1953, tendría lugar una política de colectivización forzada. Pero tras su fracaso, le sucedería una política de liberalización gradual.

### Los 50: Industrialización pesada
A inicios de los 50, Eslovenia sería la primera de las repúblicas yugoslavas en iniciarse en el proceso de pluralización relativa. Una década de industrialización se vio acompañada por diferentes y muy notorios movimientos culturales y de producción cultural y literaria, junto a crecientes tensiones entre el régimen y la intelectualidad disidente. A fines de los 50 y posteriormente, los círculos disidentes iniciaron de forma total, mayormente más que todo, la publicación de sus ideales y postulados en sus pasquines y periódicos independientes, como Revija 57 (1957–1958), el cual se consolidó como el primer medio de prensa de los intelectuales independiente en Yugoslavia y uno de los primeros de su clase en todo el bloque comunista, y Perspektive (1960–1964). Algunos de los más importantes críticos e intelectuales en este periodo fueron el sociólogo Jože Pučnik, el poeta Edvard Kocbek, y el historiador literario Dušan Pirjevec.

### Los 60: Automandatismo / Los 70: Años de liderazgo
A finales de los años 1960, la facción reformista consiguió el control del Partido Comunista de Eslovenia, y llevó a cabo una serie de reformas, encaminadas a la modernización de la sociedad y la economía eslovena.
Se comenzó a implantar una nueva política económica, conocida como empresa autogerenciada, bajo la tutela del principal teórico y economista del Partido Comunista de Yugoslavia, el esloveno Edvard Kardelj.
En 1973, esta tendencia sería detenida por el ala conservadora del Partido Comunista de Eslovenia, apoyada por el gobierno federal de Yugoslavia. Luego, comenzaría el periodo conocido como los Años de liderazgo (en esloveno: svinčena leta).

### 1980: Hacia la independencia
En los 80, Eslovenia experimentaría el resurgimiento del pluralismo cultural. Emergieron numerosos movimientos de base política, artística e intelectual, incluyendo a los círculos de intelectuales tales como Neue Slowenische Kunst, la escuela de psicoanálisis de Liubliana, y la Nova revija. A mediados de los 80, una facción reformista, liderada por Milan Kučan, tomó el control del Partido Comunista de Eslovenia, iniciando una serie de reformas graduales con vistas a alcanzar el socialismo de mercado y un pluralismo político controlado.

## Los eslovenos en la Eslovenia independiente

### Los 90: Primavera eslovena, democracia e independencia
La primera demanda clara por la independencia de Eslovenia sería hecha en 1987, por un grupo de intelectuales con el apoyo de la 57va edición del magazín Nova revija. Haciendo su aparición demandas de una mayor democratización y el incremento de la independencia eslovena. Un movimiento democrático masivo, coordinado por el comité de defensa de los derechos humanos (en esloveno: Odbor za varstvo človekovih pravic) presionó a los comunistas en la dirección de reformas democráticas.
En 1991, Eslovenia llegó a ser una nación estado tras la breve guerra de los diez días. En diciembre de 1991, se ratificó y adoptó la nueva Constitución. En 1992 se desnacionalizaron y privatizaron, las empresas anteriormente yugoslavas y controladas por el Estado.
Posteriormente, los países miembros de la Unión Europea (UE) reconocieron la independencia de Eslovenia el 15 de enero de 1992, y a continuación, las Naciones Unidas la aceptaron como un país miembro el 22 de mayo de 1992.

### 2010: Desilusión eslovena con las élites socioeconómicas
La desilusión con las nuevas élites dirigentes, la situación doméstica y el caos y corrupción galopantes en los ámbitos socioeconómicos, tanto a nivel municipal como estatal fue expresado en las protestas eslovenas de 2012–2013, y en una escala mayor que las reducidas protestas del 15 de octubre de 2011, una muestra de la desilusión generalizada entre los eslovenos con las élites gubernamentales y las instituciones financieras tanto en el nivel europeo como a nivel global. En relación con la cúpula política dirigente responsable de las acusaciones hechas por la comisión oficial, según los abogados y versados en el tema se dedujo que se necesitaban cambios en el sistema que limitasen la arbitrariedad política.

## Identidad nacional

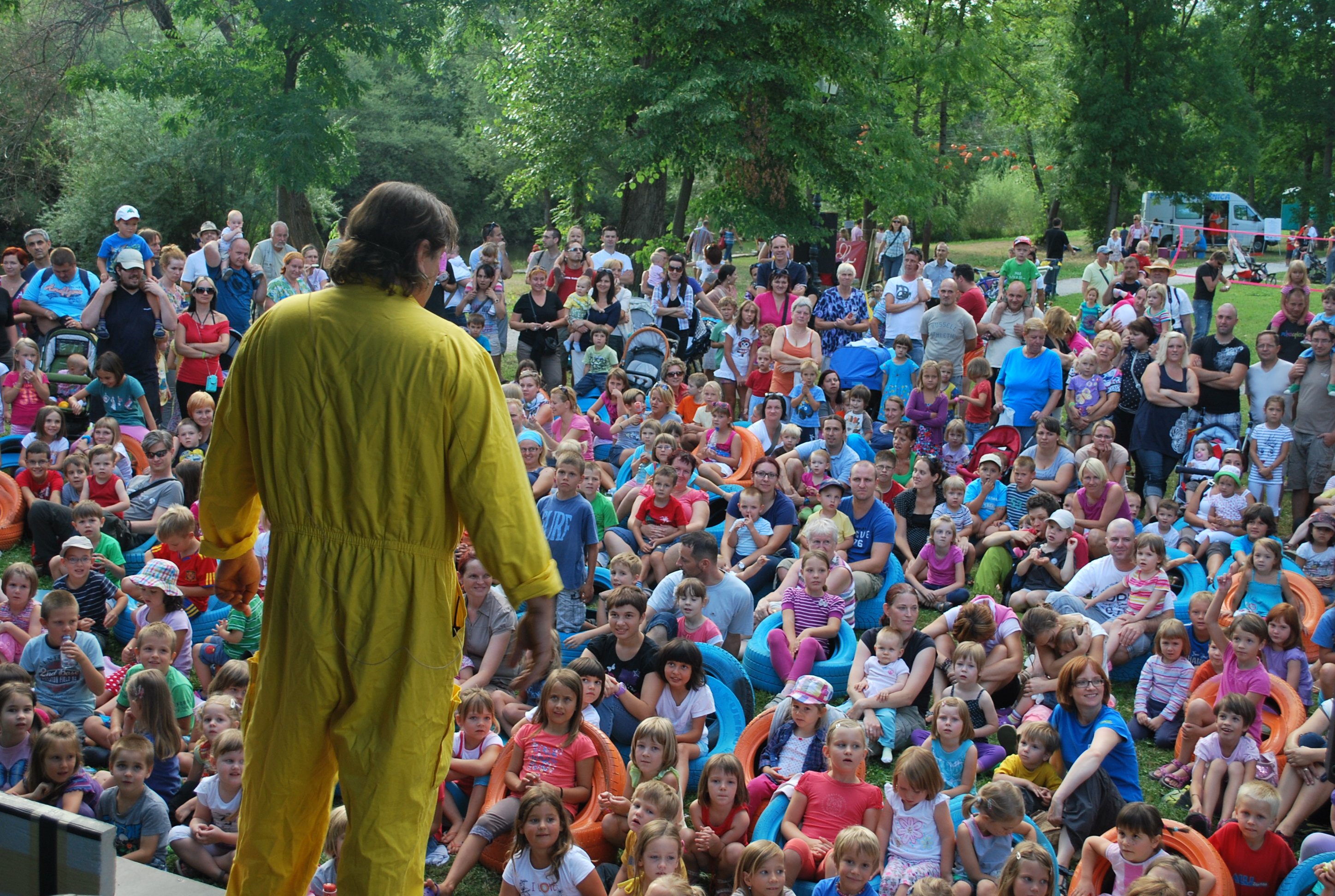
Festival Kamfest - otroški oder

Los primeros investigadores que se especializaron en el estudio del origen de los primeros eslovenos creen, con base en la teoría del origen del nombre en alemán para estos (en alemán: Wenden o Winden) que los eslovenos son descendientes del pueblo germano de los vándalos. Aún hoy día, algunos hablantes de alemán se refieren a la minoría eslovena en Carintia (Austria) como Windische, una etnia distinta de los eslovenos.[cita requerida] Este reclamo es rechazado por los filólogos basándose en el dialecto usado como una variante estándar de las lenguas de los eslovenos.
El primero de los estudiosos en tratar de diferenciar a los eslovenos de otros pueblos eslavos fue Anton Tomaž Linhart, en su trabajo Un Ensayo de la Historia de Carniola y otras tierras de los eslavos del sur en Austria, publicado en 1791. En éste, Linhart a su vez trató de establecer la unidad lingüística de los eslovenos, su identidad étnica e integración territorial y la fundación de la etnografía eslovena.
A fines de los 80, muchos de los símbolos provenientes de la Era medieval revivieron como símbolos nacionales de la Eslovenia actual. Junto a éstos, el más popular es el denominado gorro esloveno, el cual se exhibe el escudo de armas de la marcha eslovena, y la Pantera negra, una supuesta reconstrucción del escudo de armas del ducado de Carantania carolingio. Después de ser usado en la Bandera de Eslovenia, la representación gráfica del Triglav se ha hecho un reconocido símbolo nacional. Por la Constitución de Eslovenia y el acta nacional sobre los símbolos patrios de Eslovenia, la bandera de la nación eslovena es una de franjas blanco-rojo-azul sin el escudo de armas. El ratio del ancho y de la altura de la bandera es de una a dos.
Después de la disolución de Yugoslavia durante los 80/90 y la formación de la Eslovenia independiente a inicios/mediados de los 90, motivaron el interés en una identidad nacional eslovena concreta. Un intento de reflexión sobre éste temas sería el rechazo del ideal de una identidad eslava a favor de una "venética". La crónica indigenista (protocronista) "teoría venética" estuvo muy avanzada a mediados de los 80, pero nunca fue muy conocida y/o aceptada. La identificación con las raíces y ancestros eslavos se mantiene fuerte en Eslovenia y en 2004 llevó al establecimiento de un foro de culturas eslavas en Liubliana.

### Religión
Los eslovenos son católicos predominantemente, contándose algunas minorías de protestantes en Prekmurje.